# Hirokazu Nakaima

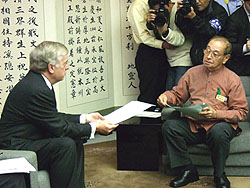
Hirokazu Nakaima mit dem US-Botschafter Tom Schieffer (2008)

Hirokazu Nakaima (jap. 仲井眞 弘多, Nakaima Hirokazu; * 19. August 1939 in Osaka; gemeldet in Naha, Präfektur Okinawa) ist ein japanischer Politiker und war von 2006 bis 2014 parteiloser Gouverneur von Okinawa.

## Leben
Nakaima, Absolvent der Universität Tokio, wurde in seinem Abschlussjahr 1961 Beamter im MITI. Ab 1987 arbeitete er mehrfach für den Stromkonzern Okinawa Denryoku, ab 1995 als Präsident, ab 2003 als Vorsitzender. Dazwischen war er von 1990 bis 1993 Vizegouverneur von Okinawa unter dem Sozialdemokraten Masahide Ōta und ab 2001 Vorsitzender der Industrie- und Handelskammer von Okinawa (Okinawa shōkōkai gisho rengōkai).
2006 bewarb sich Nakaima mit Unterstützung der damaligen nationalen Regierungsparteien LDP und Kōmeitō sowie des scheidenden Gouverneurs Keiichi Inamine um das Gouverneursamt. Wichtigste Gegenkandidatin war die Oberhausabgeordnete Keiko Itokazu von der Okinawa Shakai Taishūtō („Sozialistische Massenpartei Okinawa“), die auch von der DPJ und der SDP unterstützt wurde. Themen des Wahlkampfs waren die Wirtschaftsentwicklung, die US-Militärpräsenz, die sich innerhalb Japans auf Okinawa konzentriert, und die Verlegung mehrerer Stützpunkte. Nakaima kündigte an, die Wirtschaftspolitik Inamines fortsetzen zu wollen, sich für die Belange mittelständischer Unternehmen einzusetzen und Okinawa zu einem Zentrum der Informationstechnologie zu machen. Er lehnt die Umstrukturierungspläne des US-Militärs wie die Bevölkerungsmehrheit ab, versuchte jedoch das Thema der Stützpunkte im Hintergrund zu halten und signalisierte – im Gegensatz zu Itokazu – Verhandlungsbereitschaft mit der Zentralregierung. Bei relativ hoher Wahlbeteiligung von 64 % konnte Nakaima (347.303 Stimmen) Itokazu (309.985 Stimmen) knapp schlagen; der Kandidat der Ryūkyū-dokuritsu-tō („Ryūkyū-Unabhängigkeitspartei“), Chōsuke Yara, lag mit 6.220 Stimmen abgeschlagen an dritter Stelle. Nakaimas Amtszeit begann am 10. Dezember 2006.
Als Gouverneur beteiligte sich Nakaima an Protesten der Bevölkerung gegen die Beschönigung des Massenselbstmordes von Okinawa in japanischen Schulbüchern und gegen von US-Militärangehörigen begangene Verbrechen. 2009 übernahm auf nationaler Ebene die DPJ unter Yukio Hatoyama die Regierung, die sich im Wahlkampf zunächst gegen die Pläne des US-Militärs gestellt hatte, dann aber die Verlegung der umstrittenen Basis Futenma innerhalb Okinawas als möglicherweise unabwendbar bezeichnete. Nakaima signalisierte erneut Verhandlungsbereitschaft mit der Regierung in Tokio, die sich in Gesprächen mit Vertretern der US-Regierung befindet.
Bei der Gouverneurswahl am 28. November 2010 bewarb sich Nakaima mit Unterstützung von LDP und Kōmeitō um eine zweite Amtszeit. Die auf nationaler Ebene regierende Demokratische Partei unterstützte angesichts des immer noch ungelösten Problems der Stützpunktverlegung keinen Kandidaten. Nakaimas wichtigster Gegenkandidat Yōichi Iha, bisher Bürgermeister von Ginowan, dessen Kandidatur von SDP, KPJ und Taishūtō unterstützt wurde, war streng gegen den Verbleib des Stützpunkts in Okinawa, während Nakaima sich weiterhin verhandlungsbereit zeigte, sich allerdings im Wahlkampf klarer als früher für eine Verlegung aussprach. Nakaima erhielt 335.708 Stimmen, Iha 297.082, ein dritter Kandidat von der Kōfuku-jitsugen-tō, der für die geplante Umstrukturierung innerhalb Okinawas plädierte, landete mit 13.116 abgeschlagen auf Platz drei.
Bei der Wahl 2014 unterlag Nakaima dem Stützpunktgegner Takeshi Onaga, vorher Bürgermeister der Stadt Naha.